# 日本統一外伝
『日本統一外伝』（にほんとういつがいでん）は、2019年より発売されている、オリジナルビデオ『日本統一』のスピンオフシリーズ。

## 『日本統一外伝』シリーズ DVDリリース
販売元は『日本統一外伝 川谷雄一』から『日本統一外伝 〜山崎一門2〜』までオールイン エンタテインメント、『日本統一外伝 田村悠人』からライツキューブ。
| セルリリース日 | タイトル                                        | ジャケットコピー                         | 主演                                 |
| -------------- | ----------------------------------------------- | ---------------------------------------- | ------------------------------------ |
| 2019年10月25日 | 日本統一外伝 川谷雄一                           | 侠和会の首領が歩いてきた生き様─          | 川谷雄一（小沢仁志）                 |
| 2020年06月25日 | 日本統一外伝 〜山崎一門〜                       | 危ない奴らが大騒動を巻き起こす!?         | 山崎一門                             |
| 2020年08月25日 | 日本統一外伝 〜山崎一門2〜                      | 危ない奴らが今度は人助け!?               | 山崎一門                             |
| 2021年04月25日 | 日本統一外伝 田村悠人                           | 的(マト)にかけられた侠                   | 田村悠人（山口祥行）                 |
| 2021年05月25日 | 日本統一外伝 田村悠人2                          | 侠(おとこ)たちの決断──                   | 田村悠人（山口祥行）                 |
| 2022年02月25日 | 日本統一外伝 〜山崎一門3〜                      | 俺たちは、ヤクザである前に人間だからな   | 坂口丈治（北代高士）                 |
| 2022年04月25日 | 日本統一外伝 〜山崎一門4〜                      | 歌舞伎町で囁かれる都市伝説とは──         | 中島勇気（舘昌美）・斉藤浩樹（勝矢） |
| 2022年08月25日 | 日本統一外伝 山崎一門5 〜横浜死闘篇〜           | 川上が苛まれる過去とは―─                 | 川上章介（中澤達也）                 |
| 2022年10月25日 | 日本統一外伝 山崎一門6 〜神戸電撃作戦〜         | 石沢の大切な妹を救う為、山崎一門が奮闘！ | 石沢勇将（本田広登）                 |
| 2023年04月25日 | 日本統一外伝 山崎一門7 〜小さな恋のヤマザキ〜   | 山崎一門、恋のからさわぎ                 | 山村義明（川﨑健太）                 |
| 2023年06月25日 | 日本統一外伝 山崎一門8 〜警視庁VS山崎一門〜     | この男、一門なり                         | 翁長照邦（喜矢武豊）                 |
| 2023年08月25日 | 日本統一外伝 山崎一門9 〜世にも奇妙な山崎一門〜 | 山崎一門、百物語                         | 山崎一門                             |
| 2024年04月25日 | 日本統一外伝 中島組 四国暴力金脈                | 仕方ないじゃない、中島だもの             | 中島勇気（舘昌美）                   |
| 2024年06月25日 | 日本統一外伝 山崎組 ジョウジと愉快な仲間たち    | 仲間って素晴らしい！                     | 丈治（北代高士）                     |
| 2024年08月25日 | 日本統一外伝 藤代組 雨のオランダ坂              | 人生を変えられた人たち─                  | 川上（中澤達也）                     |
| 2024年10月25日 | 日本統一外伝 川谷組 無頼 人斬り二郎             | 伝説のヤクザの現在とは─                  | 翁長照邦（喜矢武豊）                 |

## 日本統一外伝 川谷雄一
2019年10月25日より『川谷雄一 〜日本統一外伝〜』（全5話）としてRakuten TV独占先行配信された、『日本統一』スピンオフ作品第1弾。初代侠和会山崎組若頭川谷組組長川谷雄一を演じる小沢仁志主演。DVDは配信開始同日の2019年10月25日、オールイン エンタテインメントより『日本統一外伝 川谷雄一』として全1巻リリース。DVD初回限定版は、特製リーフレット(日本統一年表と登場人物相関図)とオリジナルステッカー(名セリフ・日本統一ロゴ・侠和会代紋)が付いてくる。

### キャスト
- 初代侠和会山崎組若頭 川谷組組長 川谷雄一：小沢仁志
- 初代侠和会上田組若頭 三上組組長 三上哲也：古井榮一
- 初代侠和会上田組三上組舎弟頭 大宮組組長 大宮和也：小沢和義
- メイファ（中国人）：八代みなせ
- 初代侠和会山崎組川谷組組員：高原知秀
- 新開地 中村組組長：塚本耕司
- 中村組 竹井：島津健太郎
- ゴンドウ（中村組組長の兄貴分）：仁科貴
- 氷室蓮司（横浜→神戸）：本宮泰風
- 田村悠人（横浜→神戸）：山口祥行
- マサチカ（横浜→神戸）：お宮の松
- マル暴刑事 キンパチさん：三又又三（※ノンクレジット）
- 暴走族：舘昌美
- 暴走族：本田広登
- 南京町 中国人組織の首領 シー・キエン：高杉亘

### スタッフ
- 監督：辻裕之
- 営業総括：鈴木祐介（オールイン エンタテインメント）
- 脚本：村田啓一郎
- プロデューサー：服巻泰三
- 撮影：今井裕二
- 照明：大町昌路
- 録音：沼田和夫
- 衣裳：荒川小百合
- メイク：坂口佳那恵
- ガンエフェクト：浅生マサヒロ
- 技闘：玉寄兼一郎
- 美術：YUKI
- 助監督：山鹿孝起
- スチール：池田岳史・石井真人
- 音響効果・選曲：藤本淳
- 編集：恒川岳彦
- EED：Rays Studio
- MA：FUJIMOTO Studio
- 配信協力：楽天株式会社
- 制作：SOLID FEATURE
- 製作：オールイン エンタテインメント
- 発売・販売：オールイン エンタテインメント

### DVDリリース
『日本統一外伝』シリーズ DVDリリースを参照。

## 日本統一外伝〜山崎一門〜
2020年6月25日にアドバンスより発売、オールイン エンタテインメントより販売された『日本統一』スピンオフ作品第2弾。DVDで2巻までリリースされている。配信は、Netflix、Amazon Prime Video、U-NEXTなどでされている。最新巻は2023年8月25日発売の『日本統一外伝 山崎一門9 〜世にも奇妙な山崎一門〜』。また、2022年9月23日より山崎一門主演の映画『劇場版 山崎一門〜日本統一〜』を全国順次公開。

### キャスト
- 三代目侠和会若頭 氷室蓮司（三代目龍征会会長→氷室組組長）：本宮泰風
- 三代目侠和会本部長 田村悠人（三代目川谷組組長）：山口祥行
- 三代目侠和会幹部 四国ブロック長 中島組組長 中島勇気：舘昌美
- 三代目侠和会四代目山崎組相談役 川上組組長 川上章介：中澤達也
- 三代目侠和会四代目山崎組組長 坂口丈治：北代高士
- 三代目侠和会四代目山崎組若頭補佐 謙勇会会長 石沢勇将：本田広登
- 三代目侠和会四代目山崎組謙勇会理事長 山村義明：川崎健太
- 三代目侠和会直参 長谷川組組長 長谷川大輔：大山大介（1・2）
- 三代目侠和会三代目川谷組若頭 悠成会会長 大成虎雄：小手山雅（1-6）
- 三代目侠和会四代目龍征会会長：斎藤浩樹（勝矢）（3-）
- 三代目侠和会三代目川谷組悠成会理事長：喜矢武豊（7-）
- 龍征会入居ビルの住み込み管理人 モモセコトネ(龍征会入居ビル大家の姪)：高橋ひろ子（1・2）
- 近藤建設社長 近藤：板倉佳司（1）
- 国本夫婦(子どもの頃の侠和会山村義明に親切にしてくれたおっちゃん)：松田章（1）
- 国本夫婦(子どもの頃の侠和会山村義明に親切にしてくれたおばちゃん)：滝本ゆに（1）
- 青山：金時むすこ（1・2）
- 白井（半グレ、青山の中学時代の先輩）：坂本敏也（1・2）
- キャバクラ店長：永尾宗大（1・2）
- オチアイ先生（医者）：黒川モトハル（1・2）
- 武器商人 ジミー尾形：野村祐人（1）
- 川谷三代目会長の付き人 サトル：友和
- 川谷三代目会長の付き人 - 塩谷昴大
- 美南（三代目姐）：飛鳥凛
- 三代目侠和会会長 川谷雄一：小沢仁志
- モモセチョウタロウ(龍征会入居ビル管理人の息子)：西原誠吾（2）
- 神戸笠松組組長 笠松浩二：新井和之（2）
- 神戸笠松組五龍会会長 江口昌弘：天田暦（2）
- ダンベル（三代目侠和会本部長田村悠人の愛犬）（2）
- モモセチョウタロウの妻：加藤藍子（2）
- 茨城 水戸 御厨一家組員 薮下和樹（カッキー）：田中尚樹（3）
- 皓子（薮下和樹の妻）：田中道子（3）
- 茨城 水戸 御厨一家代貸 兵頭一太郎：浜谷康幸（3）
- 茨城 水戸 御厨一家総長 門倉勇治：ボブ鈴木（3）
- 中国人ブローカー：小中文太（3）
- ミカリン（美香）：北澤響（4）
- 浅川來花：秋月三佳（4）
- 賃貸マンション管理人：飯塚三の介（4）
- ミカリンの勤務先の店長：吉橋航也（4）
- 王（斎藤のムショ仲間）：翁華栄（4）
- 中国料理店店主：松本銀二（4）
- 千年狼ナンバー2 盧：にわつとむ（4）
- 千年狼会長 劉(元 上海マフィア陸麓会幹部)：城後光義（4）
- アポロ：弓削智久（5）
- 店長：板倉武志（5）
- 柔道家：坪谷隆寛（5）
- 真理紗（双子の妹）：水島麻理奈（6）
- トミー（真理紗の彼氏）：溝呂木賢（6）
- 山村の後輩（中学時代）：南舘優雄斗（7）
- ゴロウちゃん（山村の友達）：土橋竜太（7）
- ナルミ（援交少女→ソープ嬢）：大谷麻乃（7）
- ヨシザワアキコ（野球部マネージャー→喫茶店店員）：奥山かずさ（7）
- 喫茶店「泥人形」店長：隅田美保（7）
- ヨコヤマ企画 社長 ホリウチ（パンティ泥棒）：玉城泰拙（7）
- ホリウチの手下：小関楼丸（7）

### スタッフ
- 監督：辻裕之
- 企画：ライツキューブ
- 営業総括：鈴木祐介（ライツキューブ）
- 総合プロデュース:本宮泰風（3・4）
- エグゼクティブプロデューサー：鈴木祐介（ライツキューブ）
- プロデューサー：服巻泰三
- 脚本：村田啓一郎（1・2）辻裕之（3）辻裕之・廣瀬萌恵里（4）
- 撮影：岡雅一
- 照明：大町昌路
- 録音：沼田和夫（1・2）山口勉（3・4）
- 衣裳：荒川小百合
- 美術：YUKI
- メイク：坂口佳那恵
- 編集・VFX：恒川岳彦
- 編集：恒川岳彦
- 制作担当：橘慎（4）
- 助監督：山鹿孝起
- 演出部：市村優・萬野崇博・廣瀬萌恵里（4）石橋陸（6）
- ARTMAN：yuki
- 制作：森川隼人、大蔵俊介
- スチール：池田岳史、中居挙子（4）
- 造型：土肥良成（はきだめ造型）（4）
- カースタント：貝原クリス
- 擬闘：玉寄兼一郎
- ガンエフェクト：浅生マサヒロ
- 音響効果：藤本淳
- 音響効果・選曲：藤本淳（4）
- MA：FUJIMOTO Studion、Rays Studio
- 協力：BBCO、Rays Studio、FUJIMOTO Studio、TSUNEKAWA EDIT STUDIO
- 制作：SOLID FEATURE
- 製作・発売：アドバンス（1・2）ライツキューブ（3・4）
- 販売：オールイン エンタテインメント（1・2）ライツキューブ（3・4）

### DVDリリース
『日本統一外伝』シリーズ DVDリリースを参照。

### 備考
- 『日本統一外伝 〜山崎一門2〜』に登場するダンベルちゃん（オス）は山口祥行が実生活で飼っている愛犬である[4]。

## 日本統一外伝 田村悠人
2021年4月1日より『田村悠人 日本統一外伝』（全10話）としてFOD独占配信された『日本統一』スピンオフ作品第3弾。三代目侠和会本部長三代目川谷組組長田村悠人を演じる山口祥行主演。DVDは2021年4月25日、ライツキューブより『日本統一外伝 田村悠人』全2巻としてリリース。

### キャスト
- 三代目侠和会本部長 三代目川谷組組長 田村悠人：山口祥行
- 丸神会二代目水神会東龍会組員 藤田茂：横山涼
- ゆい（藤田茂の姪）：やくわなつみ
- 明美（ゆいの母）：松岡李那
- 丸神会 臼井：室田晃
- 侠和会川谷組若頭 悠成会会長 大成虎雄：小手山雅
- 丸神会二代目水神会東龍会会長 東野常夫：江藤純平
- 丸神会迫田組若頭補佐 林龍馬：波岡一喜
- 三代目侠和会会長 川谷雄一：小沢仁志
- 美南：飛鳥凛
- 侠和会舎弟頭 東北ブロック長 馬場組組長 馬場伊佐雄：桑田昭彦
- 侠和会若頭 三代目龍征会会長 氷室蓮司：本宮泰風
- 二代目丸神会会長 三田太源：菅田俊
- 二代目丸神会理事長 二代目水神会会長 沖田学：軍司眞人
- 丸神会理事長補佐 二代目極山会会長 小野寺和昌：吉沢眞人
- 丸神会最高顧問 迫田組組長 迫田常夫：中野英雄
- 丸神会迫田組若頭 岩尾英輔：根岸大介
- 衆議院議員 角川穂積：加藤啓
- 侠和会四代目山崎組組長 坂口丈治：北代高士
- 侠和会四代目藤代組組長 川上章介：中澤達也
- 侠和会幹部 東北ブロック 植木組組長 植木尚人：永倉大輔
- 侠和会 北陸ブロック 神山一家総長 神山実：山崎直樹
- 侠和会 九州ブロック 八代目至誠会会長 林田洋二：江原シュウ
- 侠和会幹部 中部ブロック長 土岐組組長 土岐匡平：赤松紘季
- 侠和会山崎組若頭補佐 謙勇会会長 石沢勇将：本田広登
- 侠和会山崎組謙勇会理事長 山村義明：川崎健太
- 政治結社代表：ベンガル
- 政治結社構成員 夏木：吉田メタル
- 政治結社構成員 船橋（明美の男）：西本竜樹
- 政治結社大日本礎會会長 堀井謙介：工藤俊作
- 美南の北海道の知人：伊藤かずえ（2）

### スタッフ
- 監督：辻裕之
- 企画：ライツキューブ
- エグゼクティブプロデューサー：鈴木祐介（ライツキューブ）
- プロデューサー：服巻泰三
- 脚本：村田啓一郎
- 撮影：岡雅一
- 照明：大町昌路
- 録音：沼田和夫、山口勉、中村雅光、治田敏秀
- 衣裳：荒川小百合
- アクション監督：小沢和義
- 美術：YUKI
- メイク：坂口佳那恵
- ガンエフェクト：遊佐和寿
- 技闘：坂田龍平
- 制作担当：橘慎
- 助監督：山鹿孝起
- 音楽プロデューサー：吉川清之
- 音響効果：丹愛
- 編集・VFX：恒川岳彦
- 演出応援：市村優
- 車輌：正木健三郎
- スチール：大蔵俊介
- アシスタントプロデューサー：牛田直美
- EED：Rays Studio
- MA：studio CHIC
- 主題歌：KYONO「PHASE」作詞・作曲：KYONO（MS Eetertainmento / MUFFIN RECORDS）
- 衣裳協力：EMAM -order made suit-、タスクトレーディング株式会社
- 制作：SOLID FEAUTER
- 製作：ライツキューブ
- 発売・販売：ライツキューブ

### DVDリリース
『日本統一外伝』シリーズ DVDリリースを参照。

## 日本統一外伝 中島組 四国暴力金脈
2024年4月25日発売の『日本統一』スピンオフ、三代目侠和会幹部 四国ブロック長 中島組組長を演じる舘昌美主演。

### キャスト
- 三代目侠和会幹部 四国ブロック長 中島組組長 中島勇気：舘昌美
- 三代目侠和会中島組舎弟 小津薫：中谷一博
- 三代目侠和会四代目山崎組若頭補佐 謙勇会会長 石沢勇将：本田広登
- 三代目侠和会本部長 田村悠人：山口祥行
- 三代目侠和会若頭 氷室蓮司：本宮泰風

### DVDリリース
『日本統一外伝』シリーズ DVDリリースを参照。

## 日本統一外伝 山崎組 ジョウジと愉快な仲間たち
『日本統一』スピンオフ、北代高士主演。

### キャスト
- 丈治（北代高士）
- 石沢（本田広登）
- 山村（川﨑健太）
- 中島（舘昌美）
- 川上（中澤達也）
- ダンベル（特別出演）
- 芦野祥太郎（全日本プロレス
- 伊能昌幸
- ジャスティス岩倉
- 梅垣義明
- 田村（山口祥行）
- 氷室（本宮泰風）

### DVDリリース
『日本統一外伝』シリーズ DVDリリースを参照。

## 日本統一外伝 藤代組 雨のオランダ坂
『日本統一』スピンオフ、中澤達也主演。

### キャスト
- 川上（中澤達也）
- 石沢（本田広登）
- 山村（川﨑健太）
- アイドルグループ・オランダ坂47の丘野さおり（東原優希）
- ジャミーズの日景翔児（赤羽流河）
- ジャミー北島（山口晃）
- 田村（山口祥行）
- 氷室（本宮泰風）

### DVDリリース
『日本統一外伝』シリーズ DVDリリースを参照。